# Harpactea cruriformis
Espèce
Harpactea cruriformis est une espèce d'araignées aranéomorphes de la famille des Dysderidae.

## Distribution
Cette espèce se rencontre en Grèce sur Chios et  en Turquie dans la province d'İzmir,.

## Description
Le mâle holotype mesure 6,75 mm.
Les mâles mesurent de 4,91 à 5,75 mm et les femelles de 8,70 à 9,20 mm.

## Systématique et taxinomie
Cette espèce a été décrite par Bosmans en 2011.

## Publication originale
- Russell-Smith & Bosmans, 2011 : « Two new species of Harpactea from the island of Chios, Greece (Araneae Dysderidae). » Bulletin de la Société Royale Belge d'Entomologie, vol. 147, p. 133-136.